# 布施丑造
布施 丑造（ふせ うしぞう、1877年〈明治10年〉10月13日 - 1950年〈昭和25年〉12月22日）は、日本の政治家、実業家、石川県多額納税者。石川県鳳至郡穴水町長。石川県会議員。族籍は石川県平民。

## 経歴
石川県鳳至郡河内村（現・穴水町字河内）出身。布施豊蔵の二男。泉家へ養子縁組したが長兄の急死によって1902年、16歳の時に生家に帰り、家督を相続する。
林業、農業を営む。1909年に発足した石川県山林会の創設にはその中心となって活躍し、副会長として同会の発展に寄与した。
また銀行会社の重役であった。鳳至銀行頭取、能登産業銀行、鳳至電気、内外酒造各取締役、高岡電灯監査役などをつとめる。
政治家としても活躍した。1908年、穴水町会議員に当選。1911年、石川県会議員に当選（立憲政友会に所属）。1922年、穴水町長に就職。
1950年、73歳で没した。

## 人物
敬神の観念に厚い。貴族院多額納税者議員選挙の互選資格を有する。健康法は睡眠不足をしない事、適度の運動をする事、暴食と房事を慎む事。
宗旨は真宗大谷派。愛読書は『孟子』、『史記列伝』、『菜根譚』その他農業経済及び自治民政に関する新刊書。好きな人物は和気清麻呂、北条時宗、豊臣秀吉。住所は石川県鳳至郡穴水町字河内。

## 栄典
- 1927年9月6日 - 紺綬褒章[14]
  - 1924年8月、村社火宮神社へ本殿建築寄付する[14]。

## 家族・親族
布施家
布施家は累代農業のほか林業、酒造業、金融業を営み、同地方屈指の名家である。家紋は丸に三ツ柏。
- 祖父・權左衛門[3]
- 父・豊蔵（石川県人）[12]
- 妹・亀（1889年 - ?、石川、藤森助右衛門の二男・政信の妻）[6][7]
- 妻・たけ（1889年 - 1940年[1]、石川、藤森助右衛門の三女）[6][7][12]
- 長女（1903年 - ?）[6]
- 女・淑（1908年 - ?）[6][12]
- 女・徳（1911年 - ?）[6][12]
- 女・典（1915年 - ?）[6]
- 養子・謹一郎（1902年 - ?、石川、布施富造の長男[6][12]、あるいは二男[7]、酒造業）
- 長男・丑雄[15]（1913年 - 1966年、穴水町長、布施林業部代表取締役[15]）
- 二男・駿次郎[6]（1918年 - ?、能登興業開発常務取締役[16]） - 1942年に法政大学法文学部法律学科卒業、日本タイプライター（現・キヤノンセミコンダクターエクィップメント）に入社、1957年に退社、東京タイプライター常務取締役、1963年に退社[16]。1964年に能登興業開発入社、総務部長、1966年に取締役、1968年に常務取締役[16]。趣味は読書、スポーツ[15]。宗教は真宗[15]。住所は神奈川県藤沢市鵠沼海岸1丁目[16]。
- 三男、四男、五男、六男[6]